# پارک لیون
پارک لیون (ارمنی: Լիոնի այգի، آوانگاری: Lioni agyi)، که به‌طور عمومی به پارک تخماق (ارمنی: Թոխմախի այգի) شناخته می‌شود، یک پارک شهری در پایتخت ارمنستان، ایروان است. این پارک مساحتی به اندازه ۱۷ هکتار را در منطقه شرقی منطقه اربونی ایروان اشغال کرده است. در این پارک یک دریاچه مصنوعی به نام ورداوار وجود دارد که مساحتی به اندازه ۸ هکتار را پوشش می‌دهد.

## توضیحات
در سال‌های ۲۰۱۰–۲۰۱۱، این پارک به‌طور کامل توسط کمک‌های مستقیم شورای شهر لیون بازسازی شد. پارک در ژوئیه ۲۰۱۱ با حضور شهردار لیون ژرار کلاومب و شهردار وقت ایروان کارن کاراپتیان بازگشایی شد. این پارک به افتخار شهر لیون به نام پارک لیون نام‌گذاری شد تا نمادی از همکاری بین دو شهر باشد.
دریاچه مصنوعی به دوران پادشاه آرگیشتی یکم اورارتو در قرن ۸ پیش از میلاد بازمی‌گردد. در سال ۱۵۷۸، دریاچه توسط فرماندار صفوی ایروان محمدخان تخماق بازسازی شد و از آن زمان به دریاچه تخماق شناخته می‌شود. در دوره شوروی، دریاچه به نام دریاچه کمسومول (Komeritmiut’yan lich) شناخته می‌شد، که از شاخه جوانان حزب کمونیست اتحاد شوروی نام خود را الهام گرفته بود. دریاچه در سال ۲۰۰۰ به نام ورداوار تغییر نام یافت.
این دریاچه با سطح آب ۸ هکتار، به‌طور مکرر برای بادسواری استفاده می‌شود.

## نگارخانه

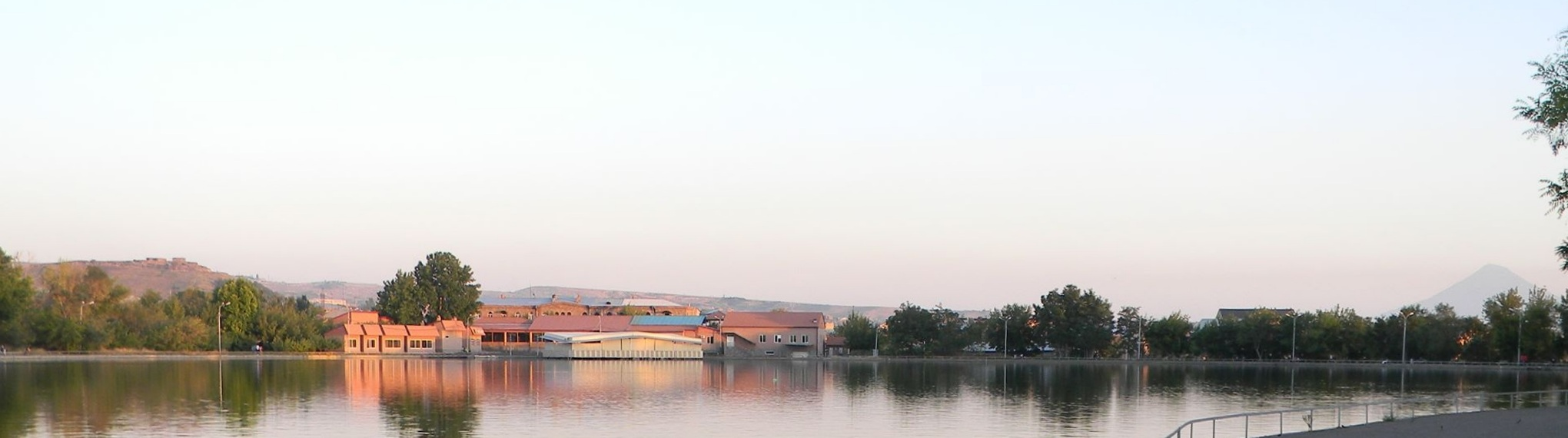
دریاچه ورداوار در پارک لیون ایروان

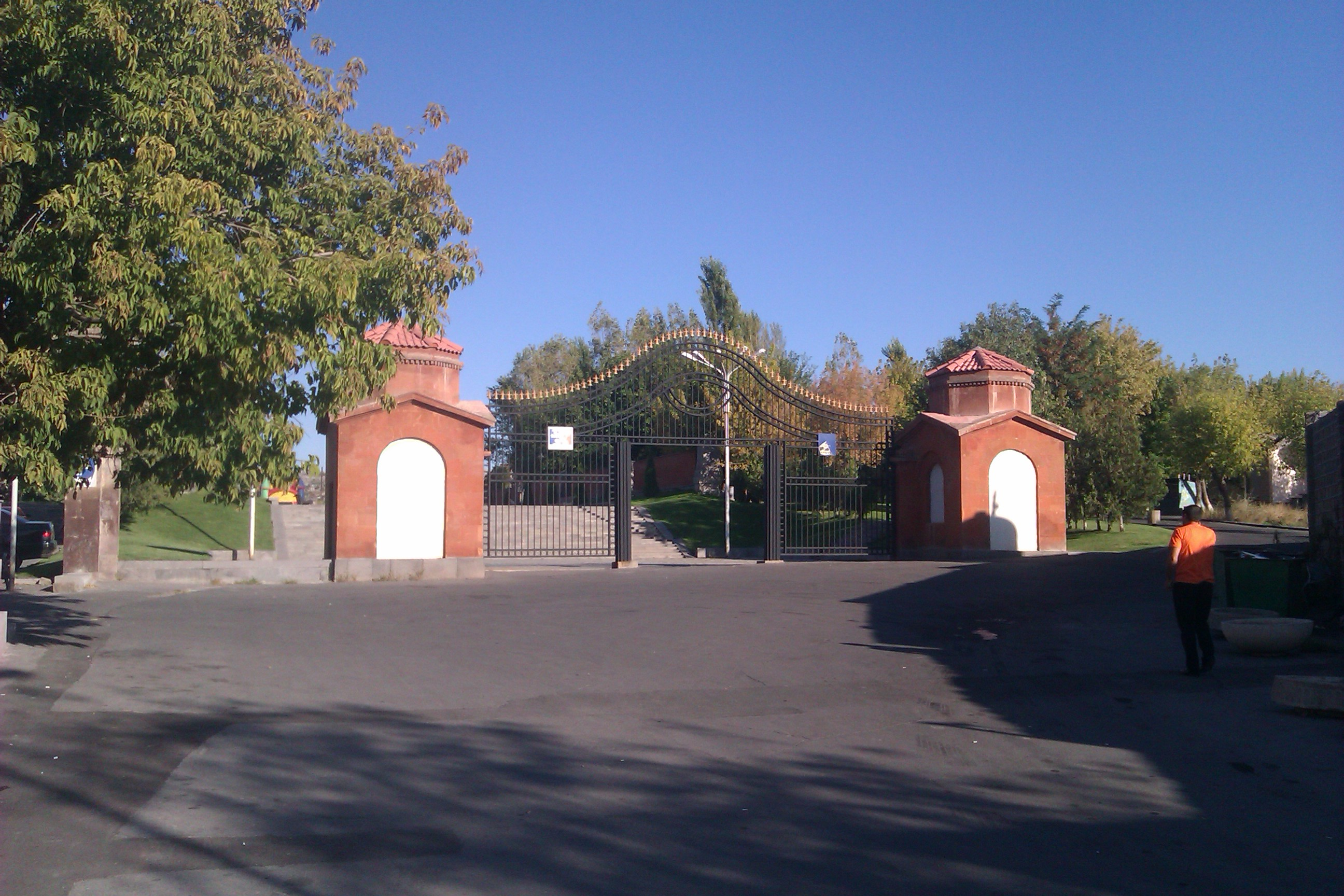
ورودی اصلی پارک
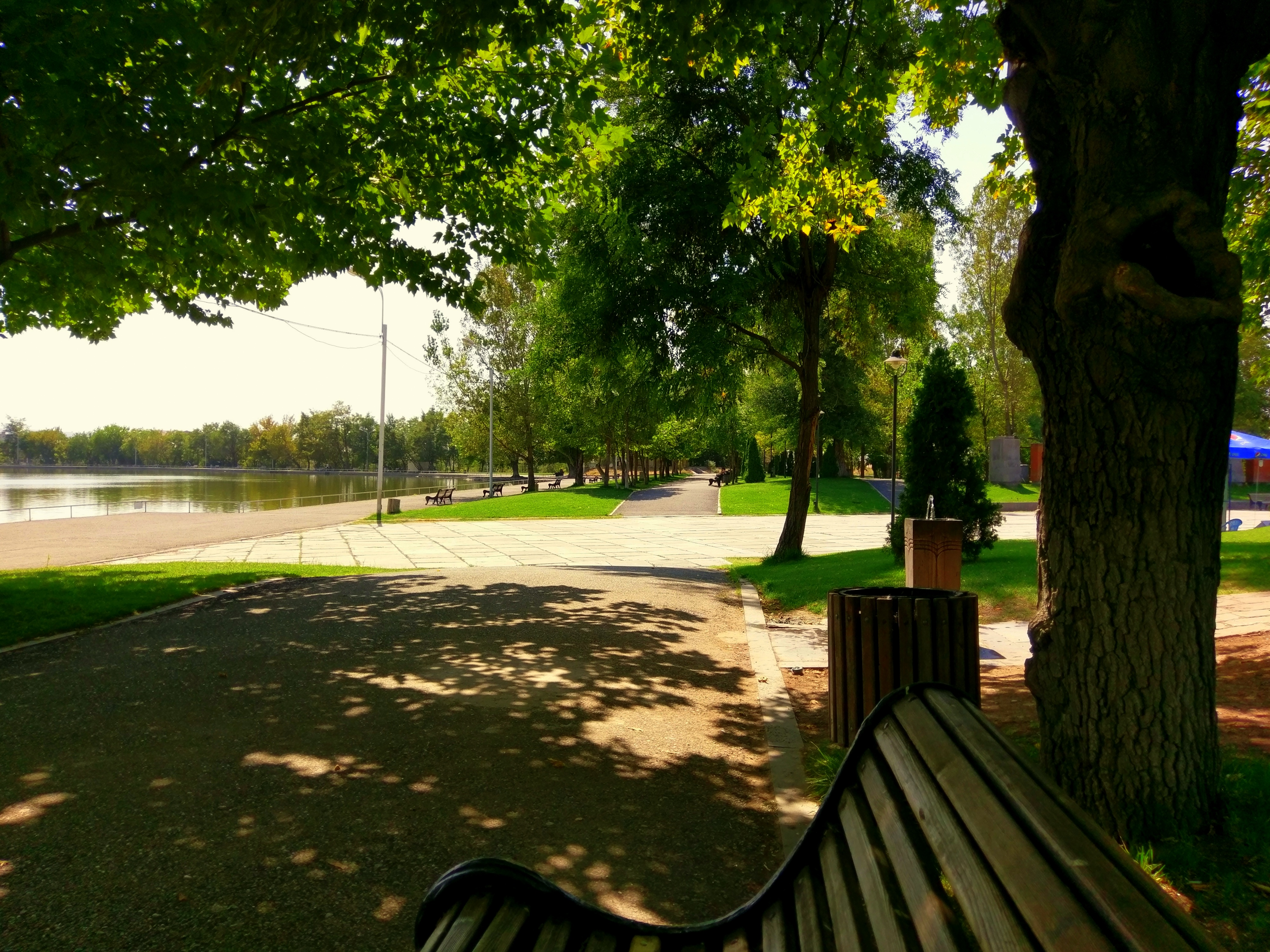
در پارک
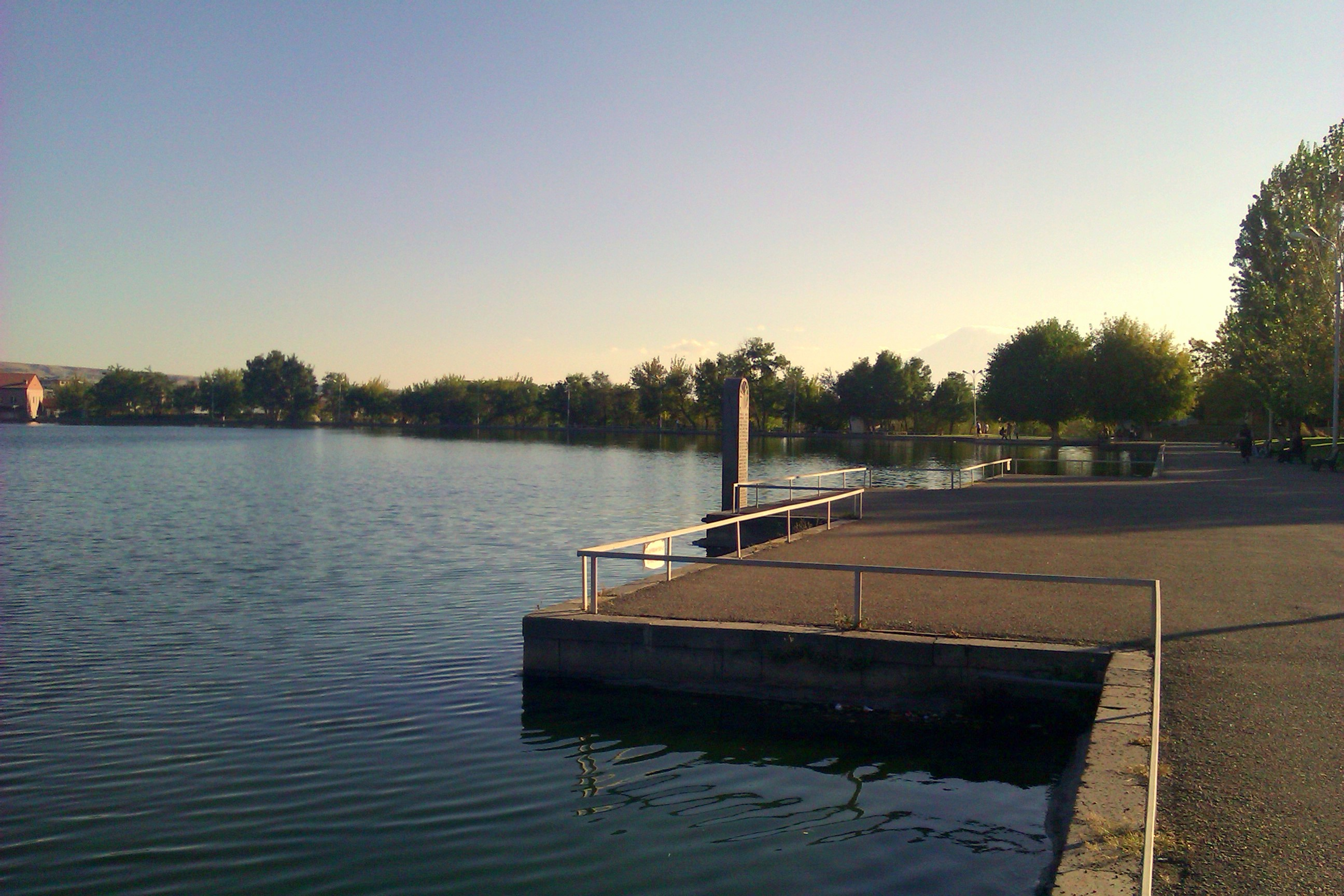
زمان غروب
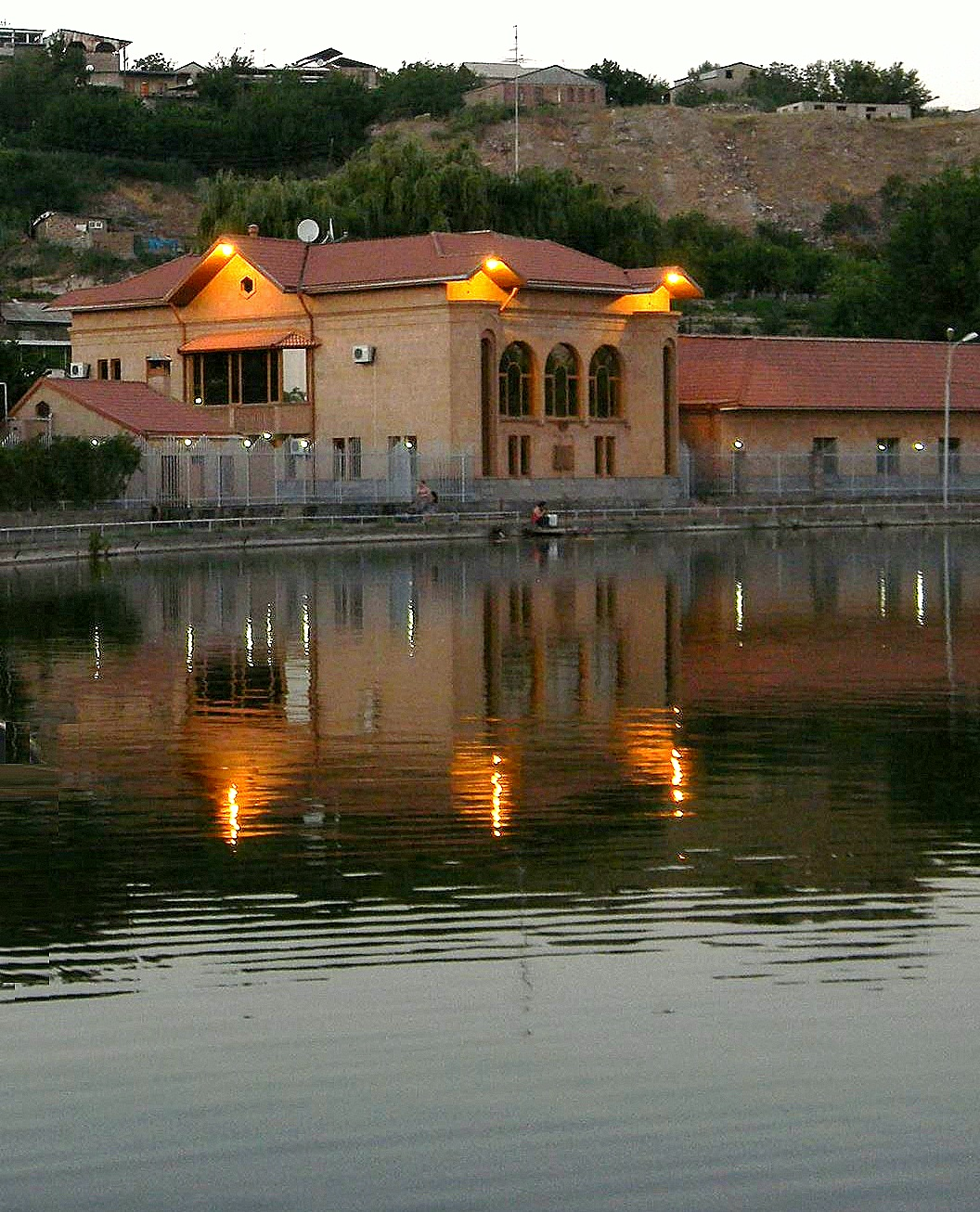
دریاچه ورداوار